# Lily-Rose Depp
Ne doit pas être confondu avec Lili Rose.
Pour les articles homonymes, voir Depp.
Lily-Rose Depp [liliʁoz dɛp] (en anglais : [ˈlɪliɹoʊz dɛp]), née le 27 mai 1999 à Neuilly-sur-Seine (Île-de-France), est une actrice et mannequin franco-américaine.
Fille de l'acteur américain Johnny Depp et de la chanteuse et actrice française Vanessa Paradis, la notoriété de ses parents lui vaut un fort intérêt médiatique. Elle apparaît pour la première fois au cinéma dans la comédie horrifique Tusk (2014). Par la suite, elle tourne sous la direction de plusieurs cinéastes français et américains : Planetarium de Rebecca Zlotowski, La Danseuse de Stéphanie Di Giusto (2016), L'Homme fidèle de Louis Garrel (2018) et Le Roi de David Michôd (2019) constituent ainsi ses premiers travaux reconnus comme actrice, et lui valent des nominations au César de la meilleure révélation féminine en 2017 et 2019.
Elle obtient une plus grande notoriété à la suite de son rôle de la chanteuse Jocelyn dans la mini-série The Idol de Sam Levinson, en 2023. L'année suivante, elle est dirigée par Robert Eggers dans le drame horrifique Nosferatu.

## Biographie

### Enfance et formation
Née à Neuilly-sur-Seine en 1999, Lily-Rose Melody Depp est la fille aînée de l'acteur américain Johnny Depp et de la chanteuse française Vanessa Paradis. Elle a grandi à Los Angeles aux côtés de son frère cadet, Jack John Christopher Depp III (né le 9 avril 2002), mais parle couramment le français et l'anglais avec un accent américain. Elle est la filleule de Marilyn Manson, François-Marie Banier, et d'Emir Kusturica, ainsi que la nièce de l'actrice française Alysson Paradis. Elle est la belle-fille par alliance du réalisateur français Samuel Benchetrit, que Vanessa Paradis a épousé en 2018. Elle est donc la demi-sœur par alliance de l'acteur français Jules Benchetrit, ainsi que de l'actrice française Saül Benchetrit (née le 7 mars 2007).
En 2000, à l’âge d’un an, sa voix est enregistrée sur les trois titres de l'album Bliss de sa mère : Firmaman, La Ballade de Lily Rose et Bliss.
En 2012, alors qu'elle a treize ans, ses parents se séparent après quatorze ans de vie commune. Sa mère retourne vivre à Paris, tandis que son père reste à Los Angeles. Scolarisée dans une école privée de Los Angeles, Lily-Rose Depp poursuit ses études là-bas, mais partage son temps entre Los Angeles et Paris.

### Débuts comme mannequin

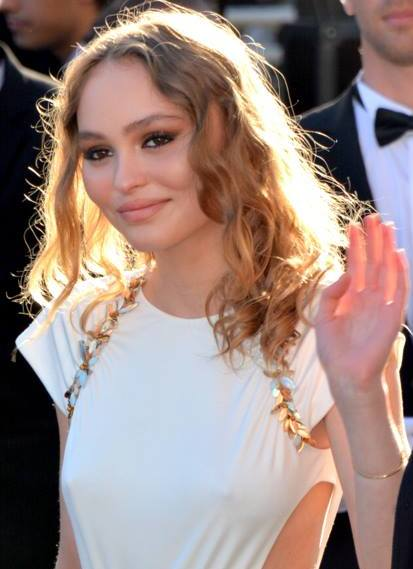
Lily-Rose Depp au Festival de Cannes 2017.

Bénéficiant de la notoriété de ses parents, qualifiée de « nepotism baby », Lily-Rose Depp commence sa carrière artistique d'abord dans le secteur de la mode. Pour cela, elle arrête ses études et commence à se consacrer au métier de mannequin à seize ans. Tout en commençant à faire des petites apparitions au cinéma. En 2014, elle apparaît dans la comédie horrifique  Tusk, aux côtés de son père. Par la suite, elle interprète le personnage de Colleen Colette dans Yoga Hosers de Kevin Smith. Il s'agit de ses premières apparitions sérieuses comme actrice. Dans Yoga Hosers, elle chante avec son amie Harley Quinn Smith le titre I'm the Man, Babe (en) de Styx et l'hymne Ô Canada.
En 2015, à l’âge de 16 ans, elle devient la nouvelle égérie de la maison de haute couture Chanel,. Photographiée par Hedi Slimane, elle fait sa première couverture de Vogue Paris avec Karl Lagerfeld pour le numéro de Noël.
En 2016, elle devient la plus jeune égérie du parfum No 5.
En 2017, elle clôt le défilé Chanel en robe de mariée,.
En 2018, photographiée par Patrick Demarchelier, elle devient la muse du rouge à lèvres Rouge Coco Gloss et Lip Blush.

### Débuts de carrière au cinéma
C'est en France que Lily-Rose Depp connaît ses premiers projets au cinéma. La réalisatrice Rebecca Zlotowski l'a choisie pour incarner la petite sœur de Natalie Portman dans Planetarium, film d'époque qui retrace le quotidien de deux médiums dans le Paris de la dépression. Les critiques sont très négatives aussi bien du côté des spectateurs que de la presse en général. Le film permet toutefois à la jeune comédienne de se faire remarquer. Elle incarne ensuite le rôle de la danseuse  Isadora Duncan dans le film La Danseuse de Stéphanie Di Giusti qui relate la vie de la danseuse de Loïe Fuller, interprétée par l'actrice et chanteuse Soko. Le film est présenté dans la sélection « Un certain regard » du Festival de Cannes 2016 où elle effectue sa première montée des marches,. Le film reçoit des critiques élogieuses et lance la carrière de Lily-Rose Depp, puisqu'elle obtient une nomination au Lumière ainsi que sa première nomination aux Césars dans la catégorie du meilleur espoir féminin. En 2017, l'acteur et réalisateur Louis Garrel lui offre un rôle dans sa comédie L'Homme fidèle, histoire de rivalité entre deux femmes au sujet d'un homme charismatique. La jeune femme incarne la rivale de l'actrice Laetitia Casta. Les critiques sont plutôt bonnes, et ce rôle lui vaut une seconde nomination au César du meilleur espoir féminin.
Deux ans plus tard, elle interprète Catherine de Valois dans Le Roi de David Michôd, produit par Netflix. Il s'agit de l'adaptation cinématographique en long métrage des pièces de Shakespeare, Henri IV et Henri V. Elle y donne la réplique à son compagnon de l'époque, l'acteur franco-américain Timothée Chalamet. Présenté en ouverture de la Mostra de Venise, le film fait polémique en raison du traitement fait du roi de France et de sa relecture de l'histoire[réf. nécessaire]. En 2021, Lily-Rose Depp enchaîne avec deux autres films indépendants : d'une part le drame de science-fiction Voyagers où elle a pour partenaire Colin Farrell, et d'autre part Silent Night où elle donne la réplique à Keira Knightley.

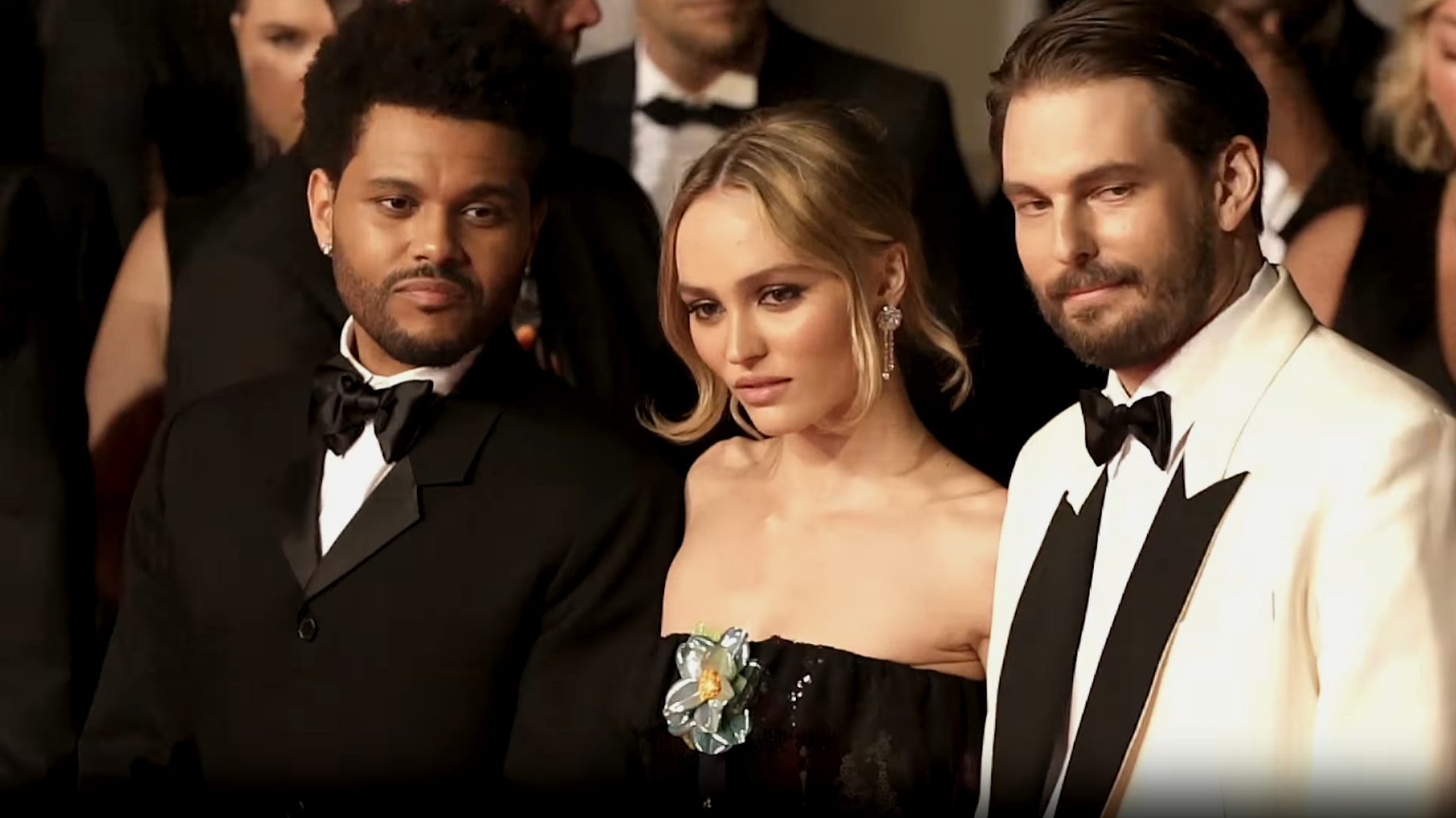
Lily-Rose Depp en compagnie du chanteur The Weeknd et du scénariste Sam Levinson pour la présentation de la série The Idol au Festival de Cannes 2023.

En 2023, elle incarne le rôle d'une chanteuse dépressive dans la série The Idol de Sam Levinson diffusée sur HBO. Elle y partage l'affiche avec le chanteur The Weeknd, dont c'est le premier rôle d'acteur, et y interprète elle-même plusieurs chansons, comme World Class Sinner ou encore Dollhouse. À la même époque, The Weeknd et Jennie des Blackpink l'invite en collaboration avec eux sur la chanson One of the Girls, qui atteint plus d'un milliard d'écoutes sur le site Spotify.
Bien avant sa diffusion, la mini-série The Idol souffre d'une mauvaise réputation : la réalisatrice Amy Seimetz, qui devait piloter le tournage est renvoyée par la production à la suite de nombreux désaccords artistiques et est remplacée par Sam Levinson, alors au sommet de sa popularité grâce au succès de sa série Euphoria. Alors que 95% du tournage était achevé, Lily-Rose Depp doit revenir tourner des scènes afin que la série corresponde davantage à la nouvelle ligne éditoriale voulue par le duo créatif Levinson/The Weekend. Peu de temps avant la diffusion de la série, le magazine Rolling Stone publie un article qui pointe des comportements toxiques de Sam Levinson, malgré le démenti de ce dernier. Présentés au 76e Festival de Cannes en édition spéciale, les deux premiers épisodes de la série créent la polémique et sont froidement reçus par la critique. La série devait comporter 6 épisodes et se verra réduite à 5. Diffusée durant l'été, The Idol continue de créer la polémique et le malaise, si bien que la diffusion est finalement annulée par HBO. Néanmoins, la performance de l'actrice est saluée par la critique.
La même année, elle remplace Anya Taylor-Joy dans le drame horrifique Nosferatu du réalisateur Robert Eggers, qui sort fin 2024 au cinéma. Dans ce remake du film muet tourné en 1922 par Friedrich Wilhelm Murnau, lui-même inspiré du célèbre roman de Bram Stoker, Dracula, elle tient l'affiche aux côtés de Nicholas Hoult, Willem Dafoe, Bill Skarsgård et Emma Corrin. Elle est nommée aux Satellite Awards en 2025 pour son rôle de Ellen Hutter dans la catégorie de la meilleure actrice dans un film dramatique.

### Vie privée
En avril 2018, Lily-Rose Depp met un terme à sa relation avec le mannequin britannique Ash Stymest, qu'elle fréquentait depuis l'été 2015. De 2018 à 2020, elle fréquente l'acteur franco-américain Timothée Chalamet. À l'été 2021, elle a une liaison avec l'acteur américain Austin Butler,. D'octobre 2021 à novembre 2022, elle est en couple avec le rappeur franco-marocain Yassine Stein. Depuis janvier 2023, elle est en couple avec la rappeuse américaine 070 Shake.

### Engagements
Elle apporte son soutien au mouvement en soutien de la communauté LGBTQ #WeAreYou du Self Evident Truths Project de iO Tillett Wright (en),.
Une part des ventes du no 2 du magazine Our City of Angels où David Mushegain la photographie est redistribuée à Planned Parenthood.
Elle est membre du collectif 50/50 qui a pour but de promouvoir l’égalité des femmes et des hommes et la diversité dans le cinéma et l’audiovisuel,.

## Filmographie

### Cinéma

#### Longs-métrages
- 2014 : Tusk de Kevin Smith : Colleen Colette
- 2016 : Yoga Hosers de Kevin Smith : Colleen Colette
- 2016 : La Danseuse de Stéphanie Di Giusto : Isadora Duncan
- 2016 : Planetarium de Rebecca Zlotowski : Kate Barlow
- 2018 : Les Fauves de Vincent Mariette : Laura
- 2018 : L'Homme fidèle de Louis Garrel : Ève
- 2019 : Le Roi (The King) de David Michôd : Catherine de Valois
- 2021 : Crisis de Nicholas Jarecki :  Emmie Kelly
- 2021 : Voyagers de Neil Burger : Sela
- 2021 : Silent Night (Joyeuse Fin du monde) de Camille Griffin : Sophie
- 2021 : Wolf (en) de Nathalie Biancheri : Cécile / Wildcat
- 2024 : Nosferatu de Robert Eggers : Ellen Hutter
- prochainement : The Governesses de Joe Talbot

#### Courts-métrages
- 2019 : Quel joli temps pour jouer ses vingt ans de Pauline Garcia : Paloma

### Télévision
- 2023 : The Idol de Sam Levinson, Abel Tesfaye et Reza Fahim : Jocelyn (5 épisodes)

### Clips
- 2015 : All Around the World de Rejjie Snow[47].
- 2023 : Double Fantasy de The Weeknd ft. Future, réalisé par Sam Levinson et Amy Seimetz : Jocelyn
- 2023 : One of the Girls de The Weeknd, Jennie & Lily-Rose Depp
- 2024 : Winter Baby / New Jersey Blues de 070 Shake

### Publicités
- 2016 : Chanel N°5 : L'Eau "You Know Me and You Don't" de Johan Renck : la femme
- 2022 : Chanel : Chanel 22 de Vinoodh Matadin et Inez van Lamsweerde : Lily

## Discographie

### Singles
- 2021 : Claws Out (pour la bande originale de Wolf (Original Motion Picture Soundtrack))
- 2023 : World Class Sinner / I'm a Freak (The Idol Episode 1 (Music from the HBO Original Series) - Single))

### Collaborations
- 2016 : I'm the Man avec Harley Quinn et Christopher Drake (pour la bande originale de Yoga Hosers (Original Motion Picture Soundtrack))
- 2016 : Babe avec Harley Quinn et Christopher Drake (pour la bande originale de Yoga Hosers (Original Motion Picture Soundtrack))
- 2016 : Ô Canada avec Harley Quinn (pour la bande originale de Yoga Hosers)
- 2023 : One of The girls avec The Weeknd et Kim Jennie (The Idol Episode 4 (Music from the HBO Original Series) - Single)
- 2023 : Fill The Void avec The Weeknd et Ramsey (The Idol Episode 4 (Music from the HBO Original Series) - Single)
- 2023 : Dollhouse avec The Weeknd (The Idol Episode 5  Part 2 (Music from the HBO Original Series) - Single)

## Distinctions

### Nominations
- Lumières 2017 : Lumière de la révélation féminine pour La Danseuse
- Césars 2017 : Meilleur espoir féminin pour La Danseuse
- Césars 2019 : Meilleur espoir féminin pour L'Homme fidèle
- Prix Romy Schneider : Meilleur espoir féminin
- Satellite Awards 2025 : Meilleure actrice dans un film dramatique pour Nosferatu

## Voix francophones
Même si elle possède la nationalité française, Lily-Rose Depp ne se double pas en version française. Ainsi, Aurélie Konaté la double tour à tour dans Voyagers, Wolf (en) et The Idol.
À titre exceptionnel, elle est doublée par Helena Coppejans dans Yoga Hosers, Anne-Clotilde Rampon dans Le Roi, Sofia Abouatmane dans Silent Night et Elia-Carmine Robbe dans Nosferatu.